# Zalesie Wielkie
Zalesie Wielkie – wieś w Polsce położona w województwie wielkopolskim, w powiecie krotoszyńskim, w gminie Kobylin.

## Historia
W okresie Wielkiego Księstwa Poznańskiego (1815-1848) miejscowość należała do wsi większych w ówczesnym pruskim powiecie Krotoszyn w rejencji poznańskiej. Zalesie Wielkie należało do okręgu kobylińskiego tego powiatu i stanowiło odrębny majątek, którego właścicielem był wówczas Sulerzycki. Według spisu urzędowego z 1837 wieś liczyła 347 mieszkańców, którzy zamieszkiwali 27 dymów (domostw).
W latach 1975–1998 miejscowość administracyjnie należała do województwa leszczyńskiego.
W Zalesiu zmarł w 1661 poeta barokowy Samuel Twardowski (pochowany w Kobylinie). 
We wsi urodzili się Cyryl Ratajski (1875) i Thaddée Matura (1922).